# Colorino
Die Rotweinsorte Colorino wird in kleinen Mengen in allen Provinzen der Toskana sowie in der Provinz Terni in der Region Umbrien kultiviert. Der Name sowie einige Synonyme weisen darauf hin, dass der aus den fleischigen, dunkelroten Trauben gekelterte dunkle und tanninreiche Wein über eine beachtliche Farbkraft verfügt und der Wein somit auch als Deckwein eingesetzt werden kann. Der Saft der Traube hingegen ist im Gegensatz zu sogenannten Färbertrauben völlig farblos.
Die Verwendung der Sorte Colorino wurde in den letzten Jahren in den DOC-Bereichen Chianti und Vino Nobile di Montepulciano wieder verstärkt propagiert. Ende der 1990er Jahre waren 385 Hektar bestockter Rebfläche in Italien registriert.
Diese Rebsorte verfügt über eine Vielzahl von Spielarten, die spontan in den Wäldern der Toskana wachsen und dort unter dem Sammelnamen Lambruschi geführt werden. Sie unterscheiden sich hauptsächlich in der Form der Blätter und der Form der Trauben.

## Ampelographische Sortenmerkmale
In der Ampelographie wird der Habitus folgendermaßen beschrieben:
- Die Triebspitze ist offen. Sie ist wollig behaart, grünlich mit leicht bronzefarbenem Anflug. Die hellgrünen Jungblätter sind schwach behaart.
- Die großen Blätter sind fünflappig und tief gebuchtet. Die Stielbucht ist U-förmig offen, wobei sich die Stielbuchtenden überlappen können. Das Blatt ist eng und spitz gesägt.
- Die konusförmige Traube ist meist zweifach geschultert, groß und dichtbeerig. Die rundlichen Beeren sind klein und von tiefbläulich-violetter Farbe.

Das Laub der Rebstöcke verfärbt sich manchmal komplett rötlich.
Die Rebsorte reift ca. 30 Tage nach dem Gutedel und ist somit spät reifend.

## Synonyme
Die Rebsorte Colorino ist auch unter den Synonymen Abrostine, Abrostino, Abrostolo dolce, Abrusco, Abrustano Nero, Broustina rose colore, Canino, Colorino di Lucca, Colorino di Valdarno, Colorino Pisano, Jomarello, Lambrusco, Raversusto und Tintiglia bekannt.